# 利西夫卡
50°9′16″N 29°31′49″E / 50.15444°N 29.53028°E
利西夫卡（烏克蘭語：Лисівка），是烏克蘭北部的村落，隸屬日托米爾州的日托米爾區。該村始建於1810年，面積2.639平方公里，海拔高度193米，2001年人口738，人口密度每平方公里279.65人。